# Комодо
Комо́до (індонез. Pulau Komodo) — острів в Індонезії площею 390 км². Має вулканічне походження. Його населення становить всього 2000 осіб (2006).

## Географія

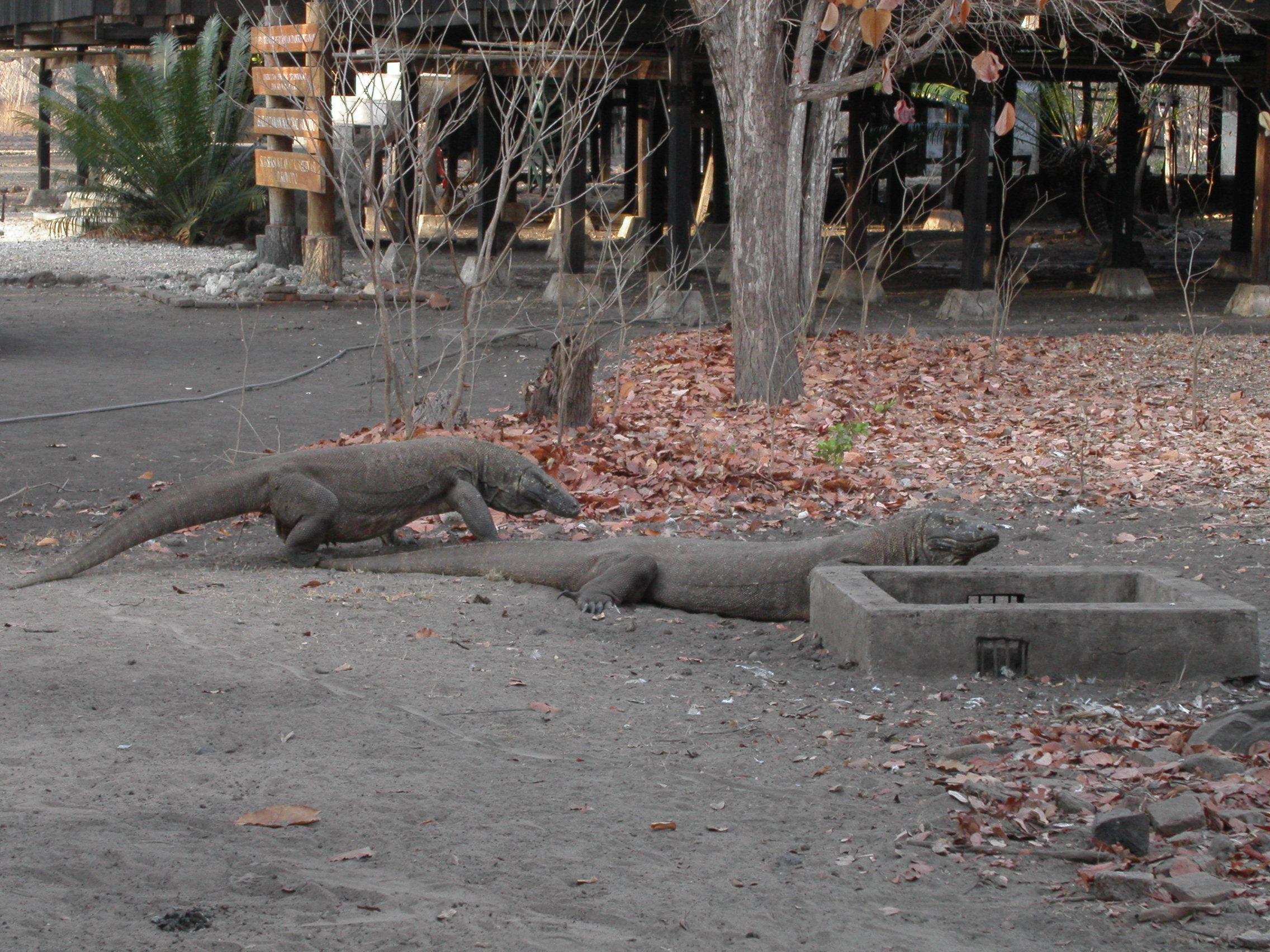
Комодські варани в національному парку «Комодо»

Комодо належить до Малих Зондських островів та розташований між більшими сусідніми островами Сумбава на заході та Флорес на сході. Він є частиною Національного парку «Комодо». Острів відомий насамперед як батьківщина комодських варанів.

### Клімат
Острів розташований у зоні, котра характеризується кліматом тропічних саван. Найтепліший місяць — листопад із середньою температурою 26.4 °C (79.5 °F). Найхолодніший місяць — липень, із середньою температурою 23.9 °С (75 °F).
| Клімат о. Комодо        | Клімат о. Комодо | Клімат о. Комодо | Клімат о. Комодо | Клімат о. Комодо | Клімат о. Комодо | Клімат о. Комодо | Клімат о. Комодо | Клімат о. Комодо | Клімат о. Комодо | Клімат о. Комодо | Клімат о. Комодо | Клімат о. Комодо | Клімат о. Комодо |
| Показник                | Січ.             | Лют.             | Бер.             | Квіт.            | Трав.            | Черв.            | Лип.             | Серп.            | Вер.             | Жовт.            | Лист.            | Груд.            | Рік              |
| Середня температура, °C | 25,5             | 25,3             | 25,3             | 25,5             | 25,1             | 24,5             | 23,9             | 24               | 25               | 26               | 26,4             | 25,8             | 25,2             |
| Норма опадів, мм        | 357.7            | 335.4            | 275.6            | 142.7            | 116.1            | 41.9             | 29               | 25.6             | 35.7             | 86.3             | 181.7            | 277.3            | 1905             |
| Днів з опадами          | 22,6             | 19,5             | 17,4             | 11,8             | 7,4              | 4,9              | 3,1              | 1,5              | 1,5              | 3,9              | 12,8             | 19,5             | 125,9            |
| Вологість повітря, %    | 84.6             | 85.5             | 83.7             | 78.3             | 75.6             | 73               | 70.5             | 68.4             | 67.1             | 69.1             | 75.1             | 81.4             | 76               |
| ----------------------- | ---------------- | ---------------- | ---------------- | ---------------- | ---------------- | ---------------- | ---------------- | ---------------- | ---------------- | ---------------- | ---------------- | ---------------- | ---------------- |
| Джерело: Weatherbase    |                  |                  |                  |                  |                  |                  |                  |                  |                  |                  |                  |                  |                  |

## Населення
Жителі острова є нащадками колишніх ув'язнених, яких висадили на острові та які згодом змішалися з племенем буги з острова Сулавесі. Населення здебільшого сповідує іслам, однак існують християнська та індуїстська меншини.

## Туризм
Прибережні райони моря є популярним місцем для аквалангістів. Чимало туристів приїжджають сюди з острова Балі, щоб побачити унікальну наземну та підводну флору та фауну Комодо.

## В телесюжетах
«Світ навиворіт».